# (11043) Pepping
(11043) Pepping ist ein Asteroid des Hauptgürtels. Er wurde am 25. Dezember 1989 von Freimut Börngen an der Sternwarte Tautenburg entdeckt und hat eine absolute Helligkeit von 14 mag. Die Umlaufzeit beträgt 3,68 Jahre, die Bahnneigung gegen die Ekliptik 5,18° und die Entfernung von der Sonne im Perihel 1,89 und im Aphel 2,87 Astronomische Einheiten.
Benannt wurde der Asteroid am 24. Januar 2000 nach Ernst Pepping (1901–1981), einem Organist, Musik-Professor und Komponisten von Kirchenmusik.